# Janški Vrh
Janški Vrh je naselje v Občini Majšperk, na severovzhodu Slovenije. Nahaja se nad desnim bregom Dravinje, ter spada pod Štajersko pokrajino in Podravsko statistično regijo. Leži na skrajnem severozahodnem delu Haloz. V naseljih je veliko vinogradov in gozdov. Veliko je tudi živinoreje.
V naselju nad dolino reke Dravinje, stoji tudi podružnična cerkev sv. Janeza krstnika iz 16. stoletja, ki spada pod župnijo Ptujska Gora.